# Flateyjarbók
El Còdex de l'illa de Flatey, (en islandès: Flateyjarbók) és un dels manuscrits medievals islandesos més importants. També és conegut com a GkS 1005 fol, Còdex Flatöiensis o amb el nom anglicitzat Flateyjarbok.

## Descripció
El Còdex de l'illa de Flatey és el manuscrit medieval islandès més gran, es compon de 225 fulls de paper escrits i il·lustrats. Conté la majoria de les sagues dels reis noruecs que es poden trobar en l'Heimskringla, específicament les sagues que tracten sobre Olaf Tryggvason, sant Olaf, Sverre, Hakon el Vell, Magnus el Bo i Harald Hardrada. Hi apareixen amb algunes exageracions i amb detalls addicionals únics (algunes dades molt antigues). També s'hi troba l'única còpia que es conserva del poema èddic Hyndluljód (1394) i alguns contes curts, recollits en el Nornagests þáttr (El llibre de la Norna).

## Continguts
La Flateyjarbók conté els següents textos:
- Geisli - un poema religiós sobre sant Olaf II de Noruega
- Ólafs ríma Haraldssonar - un poema sobre sant Olaf II de Noruega escrit en estil rímur
- Hyndluljóð
- Una peça curta: Gesta Hammaburgensis Ecclesiae Pontificum
- Sigurðar þáttr slefu
- Hversu Noregr byggðist
- Genealogies dels reis noruecs
- Eiríks saga víðförla
- Ólafs saga Tryggvasonar (inclou la Història dels Grenlandesos, la saga faroesa i La saga d'Orkneyinga)
- Ólafs saga helga
- Saga Sverris
- Saga Hákonar Hákonarsonar
- Un arranjament d'Ólafs saga helga per Styrmir Kárason
- Una saga del rei Magnus el Bo, rei Haraldr, el Bon Governant de la Morkinskinna.
- Hemings þáttr Áslákssonar
- Auðunar þáttr vestfirzka
- Sneglu-Halla þáttr
- Halldórs þáttr Snorrasonar
- Þorsteins þáttr forvitna
- Þorsteins þáttr tjaldstæðings
- Blóð-Egils þáttr
- Grœnlendinga þáttr (no s'ha de confondre amb la Saga dels Groenlandesos)
- Játvarðar saga helga - saga del rei Edward
- Flateyjarannáll